# Елмхерст (Илиноис)
Елмхерст (енгл. Elmhurst) град је у америчкој савезној држави Илиноис. По попису становништва из 2010. у њему је живело 44.121 становника.

## Демографија
Према попису становништва из 2010. у граду је живело 44.121 становника, што је 1.359 (3,2%) становника више него 2000. године.
| Група             | 2000.          | 2010.          |
| Белци             | 38.706 (90,5%) | 37.549 (85,1%) |
| Афроамериканци    | 400 (0,9%)     | 841 (1,9%)     |
| Азијати           | 1.568 (3,7%)   | 2.272 (5,1%)   |
| Хиспаноамериканци | 1.717 (4,0%)   | 2.898 (6,6%)   |
| Укупно            | 42.762         | 44.121         |